# Thrones
Thrones to jedenasty studyjny album zespołu Sol Invictus, wydany w 2002 roku (zob. 2002 w muzyce).
W nagraniach oprócz Tony'ego Wakeforda udział wzięli też: Sally Doherty, Karl Blake, Eric Roger i Matt Howden.

## Lista utworów
1. Gods
2. Do and Say
3. Gonesville
4. Thrones
5. Then He Killed Her
6. In God We Trust
7. Driftwood Thrones
8. The Thrill is Gone
9. No Gods
10. In the Blink of a Star